# کونلا
کونلا شهری در شهرستان سانابا در استان بانوا در بورکینافاسوی غربی است و جمعیت آن ۴۵۲ نفر است.